# 赤星六郎
赤星 六郎（あかぼし ろくろう、1901年6月10日 - 1944年3月25日）は、鹿児島県出身のゴルファー、ゴルフ場設計者。

## 人物
1901年（明治34年）、実業家・赤星弥之助の六男として生まれる。実業家の赤星鉄馬と、同じくゴルファーでゴルフ場設計者の赤星四郎は実兄。
19歳でアメリカ合衆国に留学し、ローレンスビル・スクールを経てプリンストン大学に入学。在学中にゴルフを始め、のちに全米オープンを制覇したシリル・ウォーカーに指導を受けた。1924年（大正13年）にはパインハーストゴルフ場で開催された「パインハースト・スプリング・ミーティング・トーナメント」に出場して優勝。翌年帰国すると東京ゴルフ倶楽部と程ヶ谷カントリー倶楽部に入会し、兄・四郎とともに日本のプロおよびアマチュアゴルファーの育成・指導に努めた。
1927年（昭和2年）、アマチュア選手の1人として第1回日本オープンゴルフ選手権に出場し、2位の浅見緑蔵に10打差を付けて優勝する。ただし、当時は赤星らアマチュアがプロを指導している時代であり、のちに活躍する多くのプロ選手が実力不足として未参加であったと言う。
こののち、ゴルフ雑誌の編集にも参加。また、1930年（昭和5年）に来日したチャールズ・ヒュー・アリソンに強い影響を受けてゴルフ場の設計に携わり、神奈川県の相模カンツリー倶楽部と千葉県の我孫子ゴルフ倶楽部の設計を行なった。
1944年（昭和19年）3月25日、敗血症によって亡くなった。42歳没。

## 脚註
1. 1 2  デジタル版 日本人名大辞典+Plus. “赤星六郎”.   コトバンク. 2018年7月10日閲覧。
2. 1 2 3 4  武藤一彦 (2018年5月7日). “第1回日本オープンが神奈川・横浜の程ヶ谷GCで行われアマの赤星六郎が初代チャンピオンに輝く”.   ゴルフ報知. 2018年7月10日閲覧。
3. ↑  “日本ゴルフ100年顕彰”.   日本ゴルフ協会 (2013年3月29日). 2018年7月10日閲覧。
4. ↑  三田村昌鳳 (2014年6月19日). “史上初の男女同コース開催。パインハーストと日本の縁。～全米オープンに新たな伝統を～”.   Number Web. 2018年7月10日閲覧。
5. 1 2 3  “日本オープンゴルフ選手権競技 大会の歴史”.   日本ゴルフ協会 (2014年5月26日). 2018年7月10日閲覧。
6. ↑  “倶楽部の歴史”.   相模カンツリー倶楽部. 2018年7月10日閲覧。
7. ↑  “設計”.   我孫子ゴルフ倶楽部. 2018年7月10日閲覧。
8. ↑  “日本のゴルフコース設計者－赤星六郎”.   日本ゴルフコース設計者協会 (2000年). 2018年7月10日閲覧。
9. ↑  “赤星六郎 設計コース”.   ゴルフ場ランキング倶楽部. 2018年7月10日閲覧。